# Bené Fonteles
Bené Fonteles (Bragança-Pará, 21 de março de 1953) é um artivista, artista plástico, escritor, curador de arte, poeta, xamã e compositor brasileiro.
Com uma longa e consolidada trajetória artística nas artes plásticas, música e poesia, Bené tem álbuns e livros publicados e obras expostas em acervos dos museus de arte moderna de São Paulo, Rio, Nova Iorque, Paris e Bahia, além de ter participado de cinco Bienais Internacionais de São Paulo e diversas mostras individuais e coletivas ligadas à arte postal e a pesquisas de novas expressões artísticas. A militância ecológica é um traço marcante em sua obra, sendo criador do "Movimento Artista pela Natureza", que desde 1986 promove a consciência ecológica e da educação ambiental por meio da arte. Grande parte do seu trabalho dialoga com as estéticas e poéticas das culturas indígenas.

## Biografia
Iniciou sua atuação artística nos anos 1970 em Fortaleza, onde morou até 1975 e atuou como artista plástico, compositor e ainda como jornalista e editor. Aos 18 anos, expôs no 3º Salão Nacional de Artes Plásticas do Ceará em 1971. Em 1974, conheceu o compositor Gilberto Gil, com quem mantém uma consolidada amizade e parceria no ativismo ambiental e também na música. Entre 1983 e 1986, foi diretor do Museu de Arte e de Cultura Popular (MACP) da Universidade Federal do Mato Grosso (UFMT). Nessa época, começou a unir suas criações artísticas a projetos e movimentos voltados à preservação ecológica. Em 1991 mudou-se para Brasília, onde manteve base por quase 30 anos, organizando eventos artísticos e produzindo suas obras. Em 1997, ele organizou a montagem da sala especial do artista baiano Rubem Valentim (1922-2001), no Museu de Arte Moderna da Bahia (MAM/BA). Em 2003, Fonteles foi contemplado com a comenda Ordem do Mérito Cultural, que recebeu da Presidência da República. Em 2016 apresentou-se na 32º Bienal de São Paulo com a obra de instalação “Conversas para adiar o fim do mundo”, com a colaboração do líder indígena Ailton Krenak. A instalação “Oca Tapera Terreiro” montada como ágora dentro do Pavilhão da Bineal, recebeu artistas, ativistas, ecologistas, antropólogos, educadores e curadores para uma série de debates.

## Álbuns
• Bendito (1983), com participação de Luiz Gonzaga, Tetê Espíndola, Belchior, Egberto Gismonti, Luli e Lucina.
• Silencioso (1989)
• Aê (1991). com participação de Egberto Gismonti, Tetê Espíndola, Duofel e Ney Matogrosso.
• Benditos (2003), que agrupa os três trabalhos anteriores. 
• Canções para Pescar Almas (2019), lançado por Bené Fonteles e Lucina, o álbum traz canções compostas em parcerias com a compositora. Conta com participação DE Egberto Gismonti, Gilberto Gil, João Arruda, Ney Marques, Marco Bosco, Paulinho Oliveira, Décio Gioielli, Chica Brother, Saulo Battesini, Adriana Sanchez, Bosco Fonseca, Márcia Nascimento, Julia Borges e Regina Machado.

## Livros Publicados
• O Livro do Ser (1994)
• Giluminoso - A Po.Ética do Ser (1999), livro sobre Gilberto Gil, que conta com ensaio fotográfico de Mário Cravo Neto, e fotos de Pierre Verger, textos de Caetano Veloso e ilustração de Arnaldo Antunes. A obra se divide em quatro partes: "Ao Compositor", um ensaio de Fonteles sobre a obra de Gil; "O Compositor Disse", antologia com 50 letras escolhidas por Fonteles e Gil; "O Compositor Me Disse", depoimento de Gil e "O Compositor Canta", com CD inédito homônimo com 15 canções cantadas e compostas por Gil. O livro e o CD foram lançados com shows no teatro do Sesc-Pompéia, em São Paulo.

• O Artista da Luz (2001), sobre Rubem Valentim. 